# Mizoram
Mizoram (hindi: मिज़ोरम) è uno Stato federato dell'India nordorientale la cui capitale è Aizawl. È stato costituito nel 1987; dal 1972 era un Territorio e precedentemente è stato parte dell'Assam. Confina con gli stati indiani di Assam e Manipur a nord, ad est con la Birmania (Myanmar) e ad ovest con il Bangladesh.
Il tasso di alfabetizzazione è all'88,8%, tra i più alti dell'India.
La lingua ufficiale è il mizo.

## Amministrazioni
Il territorio del Mizoram è suddiviso in otto distretti: Aizawl, Champhai, Kolasib, Lawngtlai, Lunglei, Mamit, Saiha e Serchhip.
In base al censimento del 2001, sono state rilevate le seguenti città: Aizawl, Bairabi, Biate, Champhai, Darlawn, Hnahthial, Khawhai, Khawzawl, Kolasib, Lengpui, Lunglei, Mamit, North Vanlaiphai, North Kawnpui, Saiha, Sairang, Saitual, Serchhip, Thenzawl, Tlabung, Vairengte e Zawlnuam.